# ALIGRO
ALIGRO ist eine Schweizer Abholgrossmarkt-Kette, die dem unabhängigen Schweizer Familienunternehmen Demaurex & Cie S.A. gehört. Der Hauptsitz befindet sich in Chavannes-près-Renens im französischsprachigen Teil der Schweiz.
Das Angebot richtet sich primär an Gastronomen und Detailhändler, aber auch an Privatkunden. Das Sortiment umfasst 30'000 Food- und Non-Food-Produkte.

## Geschichte
1902 übernahm Aline Demaurex den Lebensmittelladen in Gilly (Kanton Waadt). Ihre Söhne Paul und Ernest Demaurex gründeten 1923 in Morges  das Unternehmen «Demaurex Frères». Nachdem sie die Schwierigkeiten der 1930er-Jahre und des Zweiten Weltkriegs überwunden hatten, wuchs das Unternehmen  und wurde 1945 in eine Aktiengesellschaft umgewandelt. 1960 führte das Unternehmen mit der Eröffnung des Marktes «Aux Délices» in Genf das Konzept des «Cash and Carry» in der Schweiz ein, das sich an das amerikanische Modell anlehnte.
1966 ward der erste ALIGRO-Markt (ein Kunstwort für ALImentation en GROs) in Genf eröffnet. In den folgenden Jahren wurden neue Läden eröffnet, unter anderem 1969 in Chavannes-près-Renens, wo sich auch der Verwaltungssitz des Unternehmens befindet.
Unter der Leitung von Etienne und Dominique Demaurex (den Söhnen von Pierre Demaurex), die 1992 die Geschäftsleitung übernahmen, setzte ALIGRO das Wachstum fort und modernisierte die Filialen. In mehreren Schweizer Städten wurden neue Märkte eröffnet, 2005 in Sion, 2012 in Matran und Schlieren.
2017 übernahm ALIGRO die Cash + Carry Angehrn (CCA). Dadurch wurden neun neue Verkaufsstellen in das Netzwerk eingebunden. Heute zählt ALIGRO 14 strategisch gelegene Märkte im ganzen Land und mehr als 1000 Mitarbeitende.

## Standorte
ALIGRO verfügt über 14 Märkte in der Westschweiz und der Deutschschweiz:

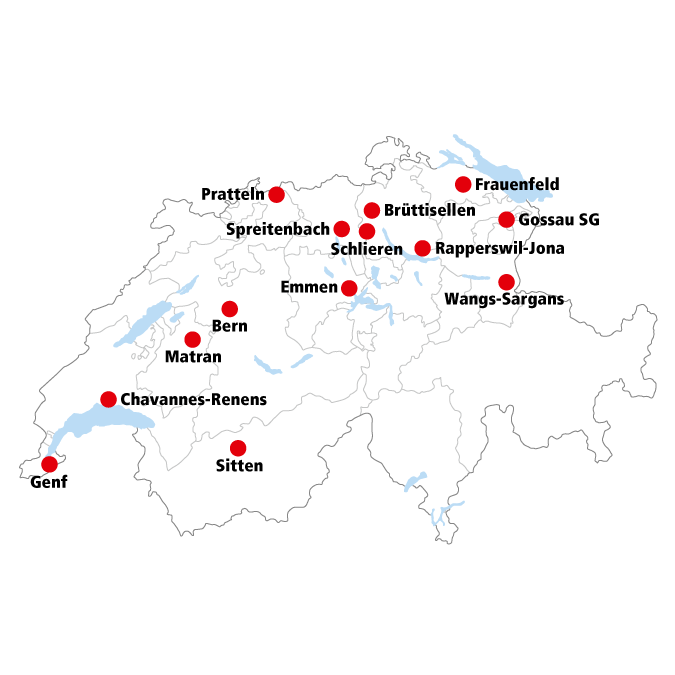
Märkte ALIGRO

- Bern (BE)[3]
- Brütisellen (ZH)[4]
- Emmen (LU)[5]
- Frauenfeld (TG)[6]
- Gossau (SG)[7]
- Pratteln (BL)[8]
- Rapperswil-Jona (SG)[9]
- Wangs-Sargans (SG)[10]
- Schlieren (ZH)[11]
- Spreitenbach (AG)[12]
- Sitten (VS)[13]
- Chavannes-près-Renens (VD)[14]
- Genf (GE)[15]
- Matran (FR)[16]